# Poisson-Verteilung
Die Poisson-Verteilung (benannt nach dem Mathematiker Siméon Denis Poisson) ist eine Wahrscheinlichkeitsverteilung, mit der die Anzahl von Ereignissen modelliert werden kann, die bei konstanter mittlerer Rate unabhängig voneinander in einem festen Zeitintervall oder räumlichen Gebiet eintreten. Sie ist eine univariate diskrete Wahrscheinlichkeitsverteilung, die einen häufig vorkommenden Grenzwert der Binomialverteilung für unendlich viele Versuche darstellt. Sie lässt sich aber auch aus grundlegenden Prozesseigenschaften axiomatisch herleiten.
Eine Zufallsvariable, deren Wahrscheinlichkeitsverteilung eine Poisson-Verteilung ist, heißt Poisson-verteilt.
Die Zuwächse eines Poisson-Prozesses sind Poisson-verteilte Zufallsvariablen. Erweiterungen der Poisson-Verteilung wie die verallgemeinerte Poisson-Verteilung und die gemischte Poisson-Verteilung werden vor allem im Bereich der Versicherungsmathematik angewendet.
Die Poisson-Verteilung spielt eine wichtige Rolle bei diskret-stabilen Verteilungen.

## Definition
Die Poisson-Verteilung {\displaystyle P_{\lambda }} ist eine diskrete Wahrscheinlichkeitsverteilung. Sie wird durch einen reellen Parameter {\displaystyle \lambda >0} bestimmt, der den Erwartungswert und gleichzeitig die Varianz der Verteilung beschreibt. Sie ordnet den natürlichen Zahlen {\displaystyle k=0,1,2,\dotsc } die Wahrscheinlichkeiten
{\displaystyle P_{\lambda }(k)={\frac {\lambda ^{k}}{k!}}\,\mathrm {e} ^{-\lambda }}
zu, wobei {\displaystyle \mathrm {e} } die Eulersche Zahl und {\displaystyle k!} die Fakultät von {\displaystyle k} bezeichnet. Der Parameter {\displaystyle \lambda } beschreibt anschaulich die bei einer Beobachtung erwartete Ereignishäufigkeit. Die Poisson-Verteilung gibt dann die Wahrscheinlichkeit einer bestimmten Ereignisanzahl {\displaystyle k} im Einzelfall an, wenn die mittlere Ereignisrate {\displaystyle \lambda } bekannt ist.

## Beispiele

### Radioaktivität
An einer radioaktiven Probe aus Uran werden pro Sekunde im Mittel {\displaystyle \lambda =4{,}5} Zerfälle gemessen. Da die Zerfallsereignisse approximativ unabhängig voneinander sind, ist die Wahrscheinlichkeit, dass in einem Zeitintervall von 1 Sekunde {\displaystyle k} Zerfallsereignisse gemessen werden, etwa durch die Wahrscheinlichkeitsfunktion einer Poisson-Verteilung gegeben:
{\displaystyle P_{4{,}5}(k)={\frac {4{,}5^{k}}{k!}}\mathrm {e} ^{-{4{,}5}}\;,}
Die Werte sind für {\displaystyle k=0,1,\dots ,20} in folgender Tabelle aufgelistet:
| k     | {\displaystyle P_{4{,}5}(k)} |
| ----- | ---------------------------- |
| 0     | 0,011109                     |
| 1     | 0,049990                     |
| 2     | 0,112479                     |
| 3     | 0,168718                     |
| 4     | 0,189808                     |
| 5     | 0,170827                     |
| 6     | 0,128120                     |
| 7     | 0,082363                     |
| 8     | 0,046329                     |
| 9     | 0,023165                     |
| 10    | 0,010424                     |
| 11    | 0,004264                     |
| 12    | 0,001599                     |
| 13    | 0,000554                     |
| 14    | 0,000178                     |
| 15    | 0,000053                     |
| 16    | 0,000015                     |
| 17    | 0,000004                     |
| 18    | 0,000001                     |
| 19    | 0,000000                     |
| 20    | 0,000000                     |
| Summe | 1,000000                     |

### Ergebnisse beim Fußball
Die Fußballmannschaft von SK Rapid Wien erzielt im Mittel 1,39 Tore pro Spiel. Die Fußballmannschaft von SK Sturm Graz hat eine Torquote von 1,61 pro Spiel. Es sollen die Wahrscheinlichkeiten berechnet werden, dass bei einem Match zwischen SK Rapid Wien und SK Sturm Graz bestimmte Ergebnisse erzielt werden. Es wird vereinfacht angenommen, dass die Anzahlen der Tore der zwei Mannschaften stochastisch unabhängig sind. Für das Endergebnis {\displaystyle k_{1}:k_{2}} ergibt sich das Produkt der Wahrscheinlichkeiten der zwei Poisson-Verteilungen {\displaystyle P_{\lambda _{1}}} und {\displaystyle P_{\lambda _{2}}} mit {\displaystyle \lambda _{1}=1{,}39} und {\displaystyle \lambda _{2}=1{,}61}, also
{\displaystyle P_{\lambda _{1}}(k_{1})\cdot P_{\lambda _{2}}(k_{2})={\frac {\lambda _{1}^{k_{1}}}{k_{1}!}}\,\mathrm {e} ^{-\lambda _{1}}\cdot {\frac {\lambda _{2}^{k_{2}}}{k_{2}!}}\,\mathrm {e} ^{-\lambda _{2}}={\frac {1{,}39^{k_{1}}}{k_{1}!}}\,\mathrm {e} ^{-1{,}39}\cdot {\frac {1{,}61^{k_{2}}}{k_{2}!}}\,\mathrm {e} ^{-1{,}61}}
Die Wahrscheinlichkeiten für die Ergebnisse 0:0, 0:1, 0:2, 0:3, 1:0, 1:1, 1:2, 1:3, 2:0, 2:1, 2:2, 2:3, 3:0, 3:1, 3:2, 3:3 zeigt die folgende Tabelle:
| k1:k2 | 0      | 1      | 2      | 3      |
| ----- | ------ | ------ | ------ | ------ |
| 0     | 0,0498 | 0,0802 | 0,0645 | 0,0346 |
| 1     | 0,0692 | 0,1114 | 0,0897 | 0,0481 |
| 2     | 0,0481 | 0,0774 | 0,0623 | 0,0335 |
| 3     | 0,0223 | 0,0359 | 0,0289 | 0,0155 |

Das Ergebnis 1:1 hat mit {\displaystyle P_{1{,}39}(1)\cdot P_{1{,}61}(1)\approx 0{,}1114} die größte Wahrscheinlichkeit.

## Eigenschaften

### Rekursionsformel
Es gilt die Rekursionsformel
{\displaystyle P_{\lambda }(k)={\frac {\lambda }{k}}P_{\lambda }(k-1)}
für {\displaystyle k=1,2,\dots } mit  {\displaystyle P_{\lambda }(0)=\mathrm {e} ^{-\lambda }}.

### Verteilungsfunktion
Die Verteilungsfunktion {\displaystyle F_{\lambda }} der Poisson-Verteilung ist
{\displaystyle F_{\lambda }(n)=\sum _{k=0}^{n}P_{\lambda }(k)=e^{-\lambda }\sum _{k=0}^{n}{\frac {\lambda ^{k}}{k!}}=Q(n+1,\lambda )=p}
und gibt die Wahrscheinlichkeit {\displaystyle p} dafür an, höchstens {\displaystyle n} Ereignisse zu finden, wo man {\displaystyle \lambda } im Mittel erwartet. Dabei bezeichnet {\displaystyle Q(a,x)} die regularisierte Gammafunktion der unteren Grenze.

### Erwartungswert, Varianz, Moment
Ist die Zufallsvariable {\displaystyle X} Poisson-verteilt, also {\displaystyle X\sim {\mathcal {P}}(\lambda )}, so ist {\displaystyle \lambda } zugleich Erwartungswert und Varianz, denn es gilt
{\displaystyle \operatorname {E} (X)=\sum _{k=0}^{\infty }k{\frac {\lambda ^{k}}{k!}}\,\mathrm {e} ^{-\lambda }=\sum _{k=1}^{\infty }k{\frac {\lambda ^{k}}{k!}}\,\mathrm {e} ^{-\lambda }=\lambda \,\mathrm {e} ^{-\lambda }\sum _{k=1}^{\infty }{\frac {\lambda ^{k-1}}{(k-1)!}}=\lambda \,\mathrm {e} ^{-\lambda }\underbrace {\sum _{j=0}^{\infty }{\frac {\lambda ^{j}}{j!}}} _{e^{\lambda }}=\lambda }
sowie
{\displaystyle {\begin{aligned}\operatorname {E} \left(X^{2}\right)&=\sum _{k=0}^{\infty }k^{2}{\frac {\lambda ^{k}}{k!}}\,\mathrm {e} ^{-\lambda }=\mathrm {e} ^{-\lambda }\,\sum _{k=1}^{\infty }k{\frac {\lambda ^{k}}{(k-1)!}}=\mathrm {e} ^{-\lambda }\,\left(\sum _{k=1}^{\infty }(k-1){\frac {\lambda ^{k}}{(k-1)!}}+\sum _{k=1}^{\infty }{\frac {\lambda ^{k}}{(k-1)!}}\right)\\&=\mathrm {e} ^{-\lambda }\,\left(\sum _{k=2}^{\infty }(k-1){\frac {\lambda ^{k}}{(k-1)!}}+\sum _{k=1}^{\infty }{\frac {\lambda ^{k}}{(k-1)!}}\right)=\mathrm {e} ^{-\lambda }\,\sum _{k=2}^{\infty }{\frac {\lambda ^{k}}{(k-2)!}}+\mathrm {e} ^{-\lambda }\,\sum _{k=1}^{\infty }{\frac {\lambda ^{k}}{(k-1)!}}\\&=\lambda ^{2}\cdot \mathrm {e} ^{-\lambda }\,\sum _{k=2}^{\infty }{\frac {\lambda ^{k-2}}{(k-2)!}}+\lambda \cdot \mathrm {e} ^{-\lambda }\,\sum _{k=1}^{\infty }{\frac {\lambda ^{k-1}}{(k-1)!}}=\lambda ^{2}+\lambda .\end{aligned}}}
Nach dem Verschiebungssatz folgt hiermit
{\displaystyle \operatorname {Var} (X)=\operatorname {E} \left(X^{2}\right)-(\operatorname {E} (X))^{2}=\lambda ^{2}+\lambda -\lambda ^{2}=\lambda .}
Auch für das dritte zentrierte Moment gilt {\displaystyle \operatorname {E} \left(\left(X-\operatorname {E} (X)\right)^{3}\right)=\lambda }.

### Median
Es liegt die Vermutung nahe, dass der Median {\displaystyle n_{\text{median}}} nahe bei {\displaystyle \lambda }
liegt. Eine exakte Formel existiert jedoch nicht, die genauestmögliche Abschätzung ist
{\displaystyle \lambda -\ln 2\leq n_{\text{median}}<\lambda +{\frac {1}{3}}.}

### Variationskoeffizient
Aus Erwartungswert und Varianz erhält man sofort den Variationskoeffizienten
{\displaystyle \operatorname {VarK} (X)={\frac {\sqrt {\operatorname {Var} (X)}}{\operatorname {E} (X)}}={\frac {1}{\sqrt {\lambda }}}}.

### Schiefe und Wölbung
Die Schiefe ergibt sich zu
{\displaystyle \operatorname {v} (X)={\frac {1}{\sqrt {\lambda }}}}.
Die Wölbung lässt sich ebenfalls geschlossen darstellen als
{\displaystyle \beta _{2}=3+{\frac {1}{\lambda }}}.
und der Exzess als
{\displaystyle \gamma ={\frac {1}{\lambda }}}.

### Höhere Momente
Das {\displaystyle k}-te Moment lässt sich als Polynom von Grad {\displaystyle k} in {\displaystyle \lambda } angeben und ist das {\displaystyle k}-te vollständige Bell-Polynom {\displaystyle B_{k}}, ausgewertet an den {\displaystyle k} Stellen {\displaystyle \lambda }:
{\displaystyle m_{k}=B_{k}(\lambda ,\dots ,\lambda )}.

### Kumulanten
Die kumulantenerzeugende Funktion der Poisson-Verteilung ist
{\displaystyle g_{X}(t)=\lambda (e^{t}-1)}.
Damit sind alle Kumulanten gleich {\displaystyle \kappa _{i}=\lambda }.

### Charakteristische Funktion
Die charakteristische Funktion hat die Form
{\displaystyle \phi _{X}(s)=\sum _{k=0}^{\infty }\mathrm {e} ^{\mathrm {i} ks}{\frac {\lambda ^{k}}{k!}}\,\mathrm {e} ^{-\lambda }=\mathrm {e} ^{-\lambda }\sum _{k=0}^{\infty }{\frac {\left(\lambda \,\mathrm {e} ^{\mathrm {i} s}\right)^{k}}{k!}}=\mathrm {e} ^{-\lambda }\mathrm {e} ^{\lambda \,\mathrm {e} ^{\mathrm {i} s}}=\mathrm {e} ^{\lambda \left(\mathrm {e} ^{\mathrm {i} s}-1\right)}}.

### Wahrscheinlichkeitserzeugende Funktion
Für die wahrscheinlichkeitserzeugende Funktion erhält man
{\displaystyle m_{X}(s)=\mathrm {e} ^{\lambda (s-1)}}.

### Momenterzeugende Funktion
Die momenterzeugende Funktion der Poisson-Verteilung ist
{\displaystyle M_{X}(s)=\mathrm {e} ^{\lambda (\mathrm {e} ^{s}-1)}.}

### Reproduktivität
Die Poisson-Verteilung ist reproduktiv, d. h., die Summe {\displaystyle X_{1}+X_{2}+\dotsb +X_{n}} stochastisch unabhängiger Poisson-verteilter Zufallsvariablen {\displaystyle X_{1},X_{2},\dotsc ,X_{n}} mit den Parametern {\displaystyle \lambda _{1},\lambda _{2},\dotsc ,\lambda _{n}} ist wieder Poisson-verteilt mit dem Parameter {\displaystyle \lambda _{1}+\lambda _{2}+\dotsb +\lambda _{n}}. Für die Faltung gilt also
{\displaystyle \operatorname {Poi} (\lambda _{1})*\operatorname {Poi} (\lambda _{2})=\operatorname {Poi} (\lambda _{1}+\lambda _{2})}
Somit bilden die Poisson-Verteilungen eine Faltungshalbgruppe.
Dieses Ergebnis folgt unmittelbar aus der charakteristischen Funktion der Poisson-Verteilung und der Tatsache, dass die charakteristische Funktion einer Summe unabhängiger Zufallsvariablen das Produkt der charakteristischen Funktionen ist.
Die Poisson-Verteilung ist also auch unendlich teilbar.
Nach einem Satz des sowjetischen Mathematikers
Dmitri Abramowitsch Raikow gilt auch die Umkehrung: Ist eine Poisson-verteilte Zufallsvariable {\displaystyle X} die Summe von zwei unabhängigen Zufallsvariablen {\displaystyle X_{1}} und {\displaystyle X_{2}}, dann sind die Summanden {\displaystyle X_{1}} und {\displaystyle X_{2}} ebenfalls Poisson-verteilt. Eine Poisson-verteilte Zufallsvariable lässt sich also nur in Poisson-verteilte unabhängige Summanden zerlegen. Dieser Satz ist ein Analogon zu dem Satz von Cramér für die Normalverteilung.

### Ausdünnung
Häufig kommen stochastische Experimente vor, bei denen die Ereignisse eigentlich Poisson-verteilt sind, aber die Zählung nur erfolgt, wenn noch eine zusätzliche Bedingung erfüllt ist. Beispielsweise könnte die Anzahl der Eier, die ein Insekt legt, Poisson-verteilt sein, aber aus jedem Ei schlüpft nur mit einer bestimmten Wahrscheinlichkeit eine Larve. Ein Beobachter dieser Poisson-verteilten Zufallsvariable mit Parameter {\displaystyle \lambda } zählt jedes Ereignis also nur mit einer Wahrscheinlichkeit {\displaystyle p<1} (unabhängig voneinander).
Alternativ könnte aber auch ein Fehler bei der Zählung dazu führen, dass das Ereignis nicht registriert wird. Wenn also ursprünglich {\displaystyle n} Ereignisse vorliegen, werden entsprechend der Binomial-Verteilung {\displaystyle B_{n,p}(r)} nur {\displaystyle r} Ereignisse gezählt. In diesem Fall ist der wahre Wert {\displaystyle n} unbekannt und variiert zwischen dem gemessenen Wert {\displaystyle r} (alle vorhandenen Ereignisse gesehen) und unendlich (es gab mehr Ereignisse, als gesehen wurden). Die Wahrscheinlichkeit eines Messwertes {\displaystyle r} findet man dann mittels des Produktes der Wahrscheinlichkeit einer erfolgreichen Messung {\displaystyle B_{n,p}(r)} und der ursprünglichen Poisson-Verteilung {\displaystyle P_{\lambda }(n)}, summiert über alle möglichen Werte {\displaystyle n}:
{\displaystyle \sum \limits _{n=r}^{\infty }B_{n,p}(r)P_{\lambda }(n)=P_{p\lambda }(r)}.
Die gefundenen Werte {\displaystyle r} bei Nachweiswahrscheinlichkeit {\displaystyle p} sind also wieder Poisson-verteilt. Die Nachweiswahrscheinlichkeit {\displaystyle p} reduziert den Parameter {\displaystyle \lambda } der ursprünglichen Poisson-Verteilung zu {\displaystyle p\lambda }. Dies bezeichnet man auch als Ausdünnung der Poisson-Verteilung.

### Berechnung
Die Berechnung von {\displaystyle P_{\lambda }(k)} kann folgendermaßen rekursiv erfolgen. Zuerst bestimmt man {\displaystyle P_{\lambda }(0)=\mathrm {e} ^{-\lambda }}, dann ergeben sich nacheinander {\displaystyle P_{\lambda }(k)={\tfrac {\lambda }{k}}\cdot P_{\lambda }(k-1),(k=1,2,3,\dotsc )}. Mit wachsendem {\displaystyle k} werden dabei die Wahrscheinlichkeiten größer, solange {\displaystyle k<\lambda } ist. Wird {\displaystyle k>\lambda }, schrumpfen sie. Der Modus, also der Wert mit der größten Wahrscheinlichkeit, beträgt {\displaystyle k_{\mathrm {Modus} }=\lfloor \lambda \rfloor }, wenn {\displaystyle \lambda } nicht ganzzahlig ist, anderenfalls gibt es zwei benachbarte {\displaystyle k_{\text{Modus}}=\lambda ,\lambda -1} (siehe Diagramm rechts oben).
Falls die Berechnung von {\displaystyle {\frac {\lambda ^{k}}{k!}}\,\mathrm {e} ^{-\lambda }} wegen zu großer Werte von {\displaystyle \lambda } und {\displaystyle k} Probleme bereitet, dann kann folgende mit der Stirlingformel erhaltene Näherung weiterhelfen:
{\displaystyle {\frac {\mathrm {e} ^{k(1+\ln(\lambda /k))-\lambda }}{\sqrt {2\pi (k+1/6)}}}.}
Poisson-verteilte Zufallszahlen werden üblicherweise mit Hilfe der Inversionsmethode erzeugt.

## Parameterschätzung

### Maximum-Likelihood-Schätzer
Aus einer Stichprobe von {\displaystyle N} Beobachtungen {\displaystyle n_{i}\in \{0,1,2,\dotsc \}} für {\displaystyle i=1,\dotsc ,N} soll der Parameter {\displaystyle \lambda } der Poisson-verteilten Grundgesamtheit geschätzt werden. Der Maximum-Likelihood-Schätzer ist gegeben durch das arithmetische Mittel
{\displaystyle {\hat {\lambda }}={\frac {1}{N}}\sum _{i=1}^{N}n_{i}}.
Der Maximum-Likelihood-Schätzer ist ein erwartungstreuer, effizienter und suffizienter Schätzer für den Parameter {\displaystyle \lambda }.

### Konfidenzintervall
Das Konfidenzintervall für  {\displaystyle \lambda } erhält man aus der Beziehung zwischen Poisson- und Chi-Quadrat-Verteilung. Liegt ein Stichprobenwert {\displaystyle n} vor, dann ist ein Konfidenzintervall für {\displaystyle \lambda } zum Konfidenzniveau {\displaystyle 1-\alpha } gegeben durch
{\displaystyle {\tfrac {1}{2}}\chi ^{2}(\alpha /2;2n)\leq \lambda \leq {\tfrac {1}{2}}\chi ^{2}(1-\alpha /2;2n+2)},
wobei  {\displaystyle \chi ^{2}(p;i)} die Quantilfunktion der Chi-Quadrat-Verteilung mit {\displaystyle i} Freiheitsgraden bezeichnet.

### Prognoseintervall
Das Prognoseintervall hat die Aufgabe, vor dem Ziehen einer Stichprobe einen Bereich vorherzusagen, in dem man die Realisierung einer Schätzfunktion mit hoher Wahrscheinlichkeit findet.
Die Anzahl {\displaystyle n_{\text{up}}} Poisson-verteilter Ereignisse, die mit vorgegebener Wahrscheinlichkeit {\displaystyle p<1} nicht überschritten wird, lässt sich aus der Inversion der Verteilungsfunktion berechnen:
{\displaystyle n_{\text{up}}=F_{\lambda }^{-1}(p).}
Dabei lässt sich wieder {\displaystyle F_{\lambda }(n)=p} durch die regularisierte Gammafunktion {\displaystyle Q(n+1,\lambda )=p} ausdrücken. Eine elementare Form der Inversion der Verteilungsfunktion {\displaystyle F_{\lambda }} oder der Gammafunktion ist nicht bekannt. Gute Dienste leistet in diesem Fall eine zweispaltige {\displaystyle (n,F_{\lambda }(n)=p)} Wertetabelle, die leicht mit der oben im Abschnitt Verteilungsfunktion angegebenen Summe berechenbar ist und zeigt, welche Wahrscheinlichkeiten bestimmten Werten von {\displaystyle n} zugeordnet sind.

## Beziehung zu anderen Verteilungen

### Beziehung zur Binomialverteilung
Ebenso wie die Binomialverteilung sagt die Poisson-Verteilung das zu erwartende Ergebnis einer Serie von Bernoulli-Experimenten voraus. Letzteres sind Zufallsexperimente, die nur zwei mögliche Ergebnisse kennen (zum Beispiel „Erfolg“ und „Misserfolg“), also einen dichotomen Ereignisraum besitzen. Wird das zeitliche oder räumliche Beobachtungsintervall immer weiter unterteilt, erhöht sich damit die Zahl der Versuche {\displaystyle (n\to \infty )}. Die fortschreitende Unterteilung bedingt eine Abnahme der Erfolgswahrscheinlichkeit {\displaystyle (p\to 0)} derart, dass das Produkt {\displaystyle n\cdot p} gegen einen endlichen Grenzwert {\displaystyle \lambda } konvergiert. Dementsprechend nähert sich die binomiale Wahrscheinlichkeitsverteilung der mathematisch etwas einfacheren Poisson-Verteilung an.
Die Poisson-Verteilung lässt sich aus der Binomialverteilung herleiten. Sie ist die Grenzverteilung der Binomialverteilung bei sehr kleinen Anteilen der interessierenden Merkmale und sehr großem Stichprobenumfang: {\displaystyle n\rightarrow \infty } und {\displaystyle p\rightarrow 0} unter der Nebenbedingung, dass das Produkt {\displaystyle np=\lambda } einen Wert annimmt, der weder null noch unendlich ist. {\displaystyle \lambda } ist dann für alle in der Grenzwertbildung betrachteten Binomialverteilungen wie auch für die resultierende Poisson-Verteilung der Erwartungswert.
Aus der Poisson-Approximation folgt, dass der Wert einer Poisson-verteilten Zufallsvariable an der Stelle {\displaystyle k} der Grenzwert {\displaystyle n\to \infty } einer Binomialverteilung mit {\displaystyle p={\tfrac {\lambda }{n}}} an der Stelle {\displaystyle k} ist:
{\displaystyle {\begin{aligned}\lim _{n\to \infty }B(k\mid p,n)&=\lim _{n\to \infty }{\binom {n}{k}}p^{k}(1-p)^{n-k}\\&=\lim _{n\to \infty }{\frac {n!}{k!\,(n-k)!}}\left({\frac {\lambda }{n}}\right)^{k}\left(1-{\frac {\lambda }{n}}\right)^{n-k}\\&=\lim _{n\to \infty }\left({\frac {\lambda ^{k}}{k!}}\right)\left({\frac {n(n-1)(n-2)\cdots (n-k+1)}{n^{k}}}\right)\left(1-{\frac {\lambda }{n}}\right)^{n}\left(1-{\frac {\lambda }{n}}\right)^{-k}\\&={\frac {\lambda ^{k}}{k!}}\cdot \lim _{n\to \infty }\left({\frac {n}{n}}\cdot {\frac {n-1}{n}}\cdot {\frac {n-2}{n}}\cdot \ldots \cdot {\frac {n-k+1}{n}}\right)\cdot \lim _{n\to \infty }\left(1-{\frac {\lambda }{n}}\right)^{n}\cdot \lim _{n\to \infty }\left(1-{\frac {\lambda }{n}}\right)^{-k}\\&={\frac {\lambda ^{k}}{k!}}\cdot 1\cdot \mathrm {e} ^{-\lambda }\cdot 1\\&={\frac {\lambda ^{k}\mathrm {e} ^{-\lambda }}{k!}}\end{aligned}}}
Sowohl die Poisson-Verteilung als auch die Binomialverteilung sind Spezialfälle der Panjer-Verteilung.

### Beziehung zur verallgemeinerten Binomialverteilung
Auch die verallgemeinerte Binomialverteilung kann für große Stichproben und kleine Erfolgswahrscheinlichkeiten mittels der Poisson-Approximation angenähert werden.

### Beziehung zur Normalverteilung

Die Poisson-Wahrscheinlichkeiten für λ = 30 werden durch eine Normalverteilungsdichte angenähert

Die Poisson-Verteilung {\displaystyle P_{\lambda }} hat für kleine Werte von {\displaystyle \lambda } eine stark asymmetrische Gestalt. Für größer werdendes {\displaystyle \lambda } wird {\displaystyle P_{\lambda }} symmetrischer und ähnelt ab etwa {\displaystyle \lambda =30} einer gaußschen Normalverteilung mit {\displaystyle \mu =\lambda } und {\displaystyle \sigma ^{2}=\lambda }:
{\displaystyle P_{\lambda }(k)\approx {\frac {1}{\sqrt {2\pi \lambda }}}\exp \left(-{\frac {(k-\lambda )^{2}}{2\lambda }}\right).}

### Beziehung zur Erlang-Verteilung
- In einem Poisson-Prozess genügt die zufällige Anzahl der Ereignisse in einem festgelegten Intervall der Poisson-Verteilung {\displaystyle P_{\lambda }}. Der zufällige Abstand (Strecke oder Zeit) bis zum Eintreffen des {\displaystyle n}-ten Ereignisses sowie der Abstand zwischen den Ereignissen {\displaystyle m} und {\displaystyle m+n} sind hingegen {\displaystyle \operatorname {Erl} (g,n)}-Erlang-verteilt. Man sagt auch, dass die Poisson-Verteilung und die Erlang-Verteilung zueinander konjugierte Verteilungen sind. Im Fall {\displaystyle n=1} geht diese Erlang-Verteilung in eine Exponentialverteilung über ({\displaystyle \operatorname {Erl} (g,1)=\operatorname {Exp} (g)}). Dabei bezeichnet {\displaystyle g} die Zahl der erwarteten Ereignisse pro Einheitsintervall. {\displaystyle g\,\mathrm {e} ^{-gx}} ist dann die Verteilungsdichte des Abstands {\displaystyle x}, der bis zum Eintreffen des nächsten Ereignisses vergehen wird, wie auch des Abstandes zwischen zwei aufeinanderfolgen Ereignissen.
- Für die Verteilungsfunktionen der Erlang-Verteilung und der Poisson-Verteilung gilt

{\displaystyle F_{\text{Erlang}}(n+1)+F_{\text{Poisson}}(n)=1}.

### Beziehung zur Chi-Quadrat-Verteilung
Die Verteilungsfunktionen der Poisson-Verteilung {\displaystyle F_{\lambda }} und der Chi-Quadrat-Verteilung mit {\displaystyle m} Freiheitsgraden {\displaystyle F_{m}} hängen auf folgende Weise zusammen:
Die Wahrscheinlichkeit, {\displaystyle n} oder mehr Ereignisse in einem Intervall zu finden, innerhalb dessen man im Mittel {\displaystyle \lambda } Ereignisse erwartet, ist gleich der Wahrscheinlichkeit, dass der Wert von {\displaystyle \chi _{2n}^{2}\leq 2\lambda } ist. Es gilt also
{\displaystyle 1-F_{\lambda }(n-1)=F_{2n}(2\lambda )}.
Dies folgt aus {\displaystyle 1-Q(n,\lambda )=P(n,\lambda )} mit {\displaystyle P} und {\displaystyle Q} als regularisierte Gammafunktionen.

### Beziehung zur Skellam-Verteilung
Dagegen ist die Differenz {\displaystyle X_{1}-X_{2}} zweier stochastisch unabhängiger Poisson-verteilter Zufallsvariablen {\displaystyle X_{1}} und {\displaystyle X_{2}} mit den Parametern {\displaystyle \lambda _{1}} und {\displaystyle \lambda _{2}} nicht wieder Poisson-verteilt, sondern Skellam-verteilt. Es gilt:
{\displaystyle P_{\lambda _{1},\lambda _{2}}(X_{1}-X_{2}=k)=\mathrm {e} ^{-(\lambda _{1}+\lambda _{2})}\left({\frac {\lambda _{1}}{\lambda _{2}}}\right)^{k/2}I_{k}(2{\sqrt {\lambda _{1}\lambda _{2}}})},
wobei {\displaystyle I_{k}(z)} die modifizierte Bessel-Funktion bezeichnet.

## Weitere Poisson-Verteilungen
Einige weitere Verteilungen tragen teilweise den Namen „Poisson“ und sind Verallgemeinerungen der hier beschriebenen Poisson-Verteilung:
- Die positive Poisson-Verteilung ist eine bei Eins nach unten gestuzte Poissonverteilung  mit den Einzelwahrscheinlichkeiten

{\displaystyle P_{\lambda }(k)={\frac {1}{\mathrm {e} ^{\lambda }-1}}{\frac {\lambda ^{k}}{k!}},\quad k\in \mathbb {N} \;.}
- Die verallgemeinerte Poisson-Verteilung ist eine diskrete Verteilung mit zwei Formparametern. Setzt man einen von ihnen gleich Null, ergibt sich wieder die gewöhnliche Poisson-Verteilung.
- Die gemischte Poisson-Verteilung kombiniert die Poisson-Verteilung mit einer weiteren Wahrscheinlichkeitsdichte.
- Die Poisson-Gamma-Verteilung entsteht bei Kombination mit der Gamma-Verteilung. Sie entspricht der negativen Binomialverteilung.
- Eine weitere Verallgemeinerung ist die zusammengesetzte Poisson-Verteilung. Sie entsteht, wenn man eine Summe unabhängig und identisch verteilter Zufallsvariablen bildet und die Anzahl der Summanden Poisson-verteilt ist. Im Gegensatz zu den meisten Verteilungen ist bei dieser Verteilung nicht festgelegt, ob sie stetig oder diskret ist. Sind die aufsummierten Zufallsvariablen logarithmisch verteilt, so erhält man die negative Binomialverteilung und als einen Spezialfall davon auch die geometrische Verteilung.

## Freie Poisson-Verteilung
In der freien Wahrscheinlichkeitstheorie gibt es ein freies Analogon zur Poisson-Verteilung, die
freie Poisson-Verteilung. Sie wird in Analogie zu einem entsprechenden Grenzwertsatz für die Poisson-Verteilung als der Grenzwert der iterierten freien Faltung {\displaystyle \left(\left(1-{\frac {\lambda }{N}}\right)\delta _{0}+{\frac {\lambda }{N}}\delta _{\alpha }\right)^{\boxplus N}} für {\displaystyle N\to \infty } definiert.

## Zweidimensionale Poisson-Verteilung
Die zweidimensionale Poisson-Verteilung, auch bivariate Poisson-Verteilung wird definiert durch
{\displaystyle P(X_{1}=k_{1},X_{2}=k_{2})=\exp \left(-\lambda _{1}-\lambda _{2}-\lambda _{3}\right){\frac {\lambda _{1}^{k_{1}}}{k_{1}!}}{\frac {\lambda _{2}^{k_{2}}}{k_{2}!}}\sum _{k=0}^{\min(k_{1},k_{2})}{\binom {k_{1}}{k}}{\binom {k_{2}}{k}}k!\left({\frac {\lambda _{3}}{\lambda _{1}\lambda _{2}}}\right)^{k}}
Die Randverteilungen sind Poisson-verteilt mit den Parametern {\displaystyle \lambda _{1}+\lambda _{3}} und {\displaystyle \lambda _{2}+\lambda _{3}} und es gilt {\displaystyle \operatorname {Cov} (X_{1},X_{2})=\lambda _{3}}. Die Differenz ist Skellam-verteilt mit den Parametern {\displaystyle \lambda _{1}} und {\displaystyle \lambda _{2}}.
Dies bedeutet, dass man relativ einfach Abhängigkeiten zwischen Poisson-verteilten Zufallsvariablen einführen kann, wenn man die Mittelwerte der Randverteilungen sowie die Kovarianz kennt oder schätzen kann. Man kann dann die bivariate Poisson-Verteilung {\displaystyle X_{1},X_{2}} einfach erzeugen, indem man drei unabhängige Poisson-verteilte Zufallsvariablen {\displaystyle Y_{1},Y_{2},Y_{3}} definiert mit Parametern {\displaystyle \lambda _{1},\lambda _{2},\lambda _{3}} und dann {\displaystyle X_{1}=Y_{1}+Y_{3},X_{2}=Y_{2}+Y_{3}} setzt.
Analog kann die multivariate Poisson-Verteilung definiert werden.

## Anwendungsbeispiele

### „Seltene“ Ereignisse
Das klassische Beispiel stammt von Ladislaus von Bortkewitsch, der bei der Untersuchung der Anzahlen der Todesfälle durch Hufschlag in den einzelnen Kavallerie-Einheiten der preußischen Armee pro Jahr belegen konnte, dass diese Anzahlen gut durch eine Poisson-Verteilung beschrieben werden können.
Allgemein müssen für die einzelnen Zählereignisse (im Beispiel die einzelnen Todesfälle durch Hufschläge) die folgenden Bedingungen gelten, damit die Anzahl Poisson-verteilt ist:
1. Einzelereignisse: Die Wahrscheinlichkeit, dass zwei Ereignisse in einem kurzen Zeitraum auftreten, ist vernachlässigbar.
2. Proportionalität: Die Wahrscheinlichkeit, ein Ereignis in einem kurzen Zeitraum zu beobachten, ist proportional zur Länge des Zeitraums.
3. Homogenität: Die Wahrscheinlichkeit, ein Ereignis in einem kurzen Zeitraum zu beobachten, ist unabhängig von der Lage des Zeitraums.
4. Unabhängigkeit: Die Wahrscheinlichkeit, ein Ereignis in einem kurzen Zeitraum zu beobachten, ist unabhängig von der Wahrscheinlichkeit eines Ereignisses in anderen, nicht-überlappenden Zeiträumen.

Alternativ kann man diese Bedingungen auch damit erklären, dass die Wartezeit zwischen zwei Ereignissen exponentialverteilt ist. Da diese gedächtnislos ist, treten die Ereignisse quasi zufällig und unabhängig voneinander ein.
Es ist in jedem Einzelfall zu prüfen, ob die Bedingungen vorliegen, aber typische Beispiele sind:
- Anzahl der Druckfehler auf einer Buchseite
- Anzahl der ankommenden Gespräche pro Stunde in einer Telefonzentrale
- Anzahl der radioaktiven Zerfälle einer Substanz in einem gegebenen Zeitintervall (vorausgesetzt, dass die Zerfallsrate nicht merklich abnimmt, die Messdauer also klein im Vergleich zur Halbwertszeit ist)
- Anzahl der Blitzeinschläge pro ha und Jahr
- Anzahl der aufgetretenen Impfschäden pro Jahr
- der V-Waffen-Beschuss von London[11]

Nach dem Satz von Palm-Chintschin konvergieren sogar allgemeine Erneuerungsprozesse unter relativ milden Bedingungen gegen einen Poisson-Prozess, d. h., auch hier ergibt sich für die Anzahl der Ereignisse wieder die Poisson-Verteilung. Das bedeutet, dass die oben angegebenen Bedingungen noch erheblich abgeschwächt werden können.

### Ankünfte von Kunden
In Warteschlangensystemen kommen Kunden oder Aufträge im System an, um bedient zu werden. In der Warteschlangentheorie werden die unterschiedlichen Modelle in der Kendall-Notation beschrieben. Dabei werden häufig insb. die Anzahl der Kunden, die in einem gewissen Zeitintervall ankommen, mit einer Poisson-Verteilung modelliert (abgekürzt durch M für exponentialverteilte Zwischenankunftszeiten). Diese Modellbildung ist sehr attraktiv, da sich unter dieser Annahme oft einfache analytische Lösungen ergeben.
Häufig kann diese Annahme auch näherungsweise gerechtfertigt werden, hier soll an einem Beispiel illustriert werden, was diese Annahme bedeutet: Ein Kaufhaus wird beispielsweise an einem Samstag durchschnittlich alle zehn Sekunden von einem Kunden betreten. Werden nun im Takt von einer Minute die Personen gezählt, die neu dazu kamen, so würde man im Mittel sechs Personen erwarten, die das Kaufhaus pro Minute betreten. Die Wahl der Länge des Intervalls liegt beim Beobachter. Würde man eine Stunde als Beobachtungsintervall wählen, ergäbe sich {\displaystyle \lambda =6\cdot 60=360}, bei einem Intervall von einer Sekunde wäre {\displaystyle \lambda =1/10=0{,}1}. Die relative Schwankung der Kundenanzahl ({\displaystyle {\sqrt {\lambda }}/\lambda }) nimmt mit größer werdendem Intervall und folglich größer werdendem {\displaystyle \lambda } ab. Das längere Intervall erlaubt also über die längere Mittelung eine im Prinzip präzisere Beobachtung, ist aber mit mehr Aufwand verbunden und kann innerhalb des Intervalls auftretende Veränderung der Bedingungen (z. B. Ankunft eines Busses mit einkaufswilligen Touristen) nicht erfassen.
Unter folgenden Randbedingungen könnte eine Poisson-Verteilung vorliegen:
1. Die Kunden müssen einzeln ankommen. In der Realität kommen aber häufig Personengruppen gemeinsam an.
2. Die Wahrscheinlichkeit, dass ein Kunde ankommt, könnte proportional zur Länge des Beobachtungszeitraums sein.
3. Es gibt sicherlich über den Tag verteilt Stoßzeiten mit erhöhtem Kundenaufkommen, aber auch Flauten.
4. Die Kundenankünfte in verschiedenen Zeiträumen sind nicht notwendigerweise unabhängig. Z. B. bei Überfüllung des Kaufhauses könnten Kunden abgeschreckt werden.

In diesem Beispiel ist die Annahme der Poisson-Verteilung nur schwer zu rechtfertigen, daher gibt es Warteschlangenmodelle z. B. mit Gruppenankünften, endlichen Warteschlangen oder anderen Ankunftsverteilungen, um diesen Ankunftsprozess realistischer zu modellieren. Glücklicherweise sind einige wichtige Kennzahlen, wie z. B. nach Littles Gesetz die durchschnittliche Anzahl von Kunden im System, nicht von der konkreten Verteilung abhängig, d. h., auch wenn Annahmen verletzt sind, gilt dasselbe Ergebnis.

### Ball-Fächer-Modell
Im Gebiet Abzählende Kombinatorik besteht eine Standard-Aufgabe darin, Bälle oder Kugeln auf Fächer zu verteilen und abzuzählen, wie viele Möglichkeiten es gibt. Ordnet man die {\displaystyle N} Bälle den {\displaystyle n} Fächern zufällig zu, so erhält man für die Anzahl der Bälle in einem festen Fach eine Binomialverteilung mit {\displaystyle p=1/n}. Eine Anwendung ist z. B. die Verteilung von Rosinen auf einem Kuchen, mit dem Ziel, dass jedes Stück eine Mindestanzahl von Rosinen enthält.

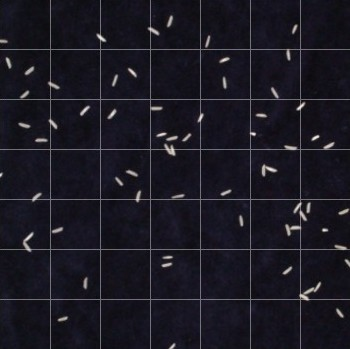
Zufällig auf dem Boden verstreute Reiskörner

Das Bild rechts zeigt einen Ausschnitt eines Fußbodens mit quadratischen Fliesen, auf dem Reiskörner zufällig verstreut wurden. Die {\displaystyle n=49} Felder enthalten je {\displaystyle k=0,\dotsc ,5} Reiskörner, und insgesamt befinden sich {\displaystyle N=66} Reiskörner im betrachteten Ausschnitt. Man kann die Wahrscheinlichkeiten jetzt direkt über die Binomialverteilung bestimmen, aber es sind auch die Voraussetzungen der Poisson-Approximation erfüllt.
Der Vergleich zwischen Experiment und berechneter Poisson-Verteilung {\displaystyle P(X=k)}, wobei
{\displaystyle \lambda =N/n=66/49=1{,}35} Reiskörner/Quadrate ist, zeigt intuitiv eine gute Übereinstimmung. Statistisch könnte man die Anpassungsgüte mit einem Anpassungstest überprüfen.
| {\displaystyle k} | gezählt | {\displaystyle P(X=k)\cdot 49} |
| 0                 | 15      | 12,7                           |
| 1                 | 15      | 17,2                           |
| 2                 | 11      | 11,6                           |
| 3                 | 5       | 5,2                            |
| 4                 | 1       | 1,7                            |
| 5                 | 2       | 0,5                            |

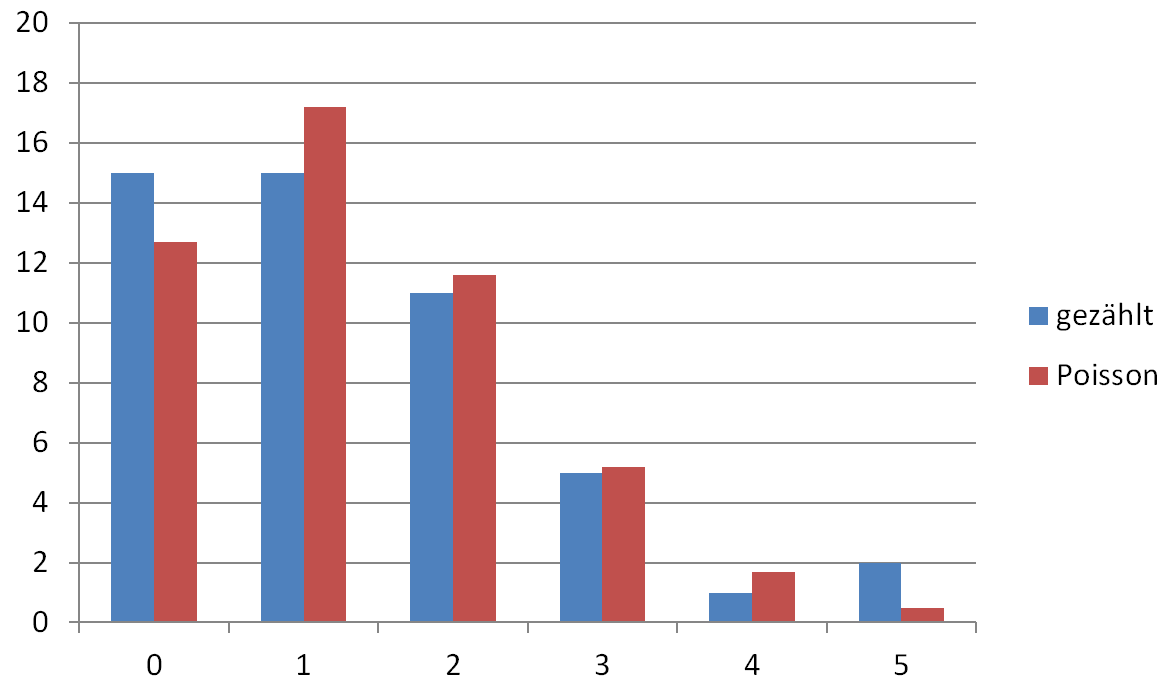
Verteilung des Beispiels, gezählt (blau) und nach Poisson (rot)

Die Wahrscheinlichkeit, dass ein bestimmtes Feld leer bleibt, ist etwa 26 %:
{\displaystyle P(X=0)={\frac {1{,}35^{0}}{0!}}\,\mathrm {e} ^{-1{,}35}\approx 0{,}26.}

### Sportergebnisse
In vielen Sportarten geht es in einem Wettbewerb darum, innerhalb eines bestimmten Zeitraums mehr zählende Ereignisse zu erwirken als der Gegner. Der Physiker Metin Tolan hat in seinem Buch zum Fußballspiel die Anwendbarkeit der Poisson-Verteilung im Sport ausführlich untersucht.
Die (zeitliche) Konstanz der Ereigniswahrscheinlichkeit – eine hinreichende Voraussetzung für die Anwendung der Poisson-Statistik (siehe oben unter Poissonsche Annahmen) – ist bei Sportergebnissen in der Regel höchstens näherungsweise gegeben. Aber ist man nur an dem reinen Zählwert, z. B. der Torzahl einer Mannschaft, interessiert, so ergibt sich auch bei zeitabhängiger Torrate eine Poisson-Verteilung. Schwieriger zu rechtfertigen ist die oft getroffene Annahme, dass die Tor- oder Punktzahlen zweier Mannschaften unabhängig sind. Kann man diese Annahme nicht statistisch ausreichend begründen, z. B. durch Hypothesen- oder Anpassungstest auf Übereinstimmung der Daten mit der Poisson-Verteilung, so kann man beispielsweise zur bivariaten Poisson-Verteilung übergehen und durch Schätzung der Kovarianz eine Abhängigkeit einführen.
Tolan argumentiert, dass man die Torzahl einer Mannschaft in einem Fußballspiel in guter Näherung als Poisson-verteilt annehmen darf. In seinem Ansatz berücksichtigt er zur Schätzung allerdings nur die durchschnittliche Anzahl von Toren pro Spiel und Mannschaft, d. h., er betrachtet beispielsweise nicht die Spielstärke der gegnerischen Mannschaft. Er hat auch nachgewiesen, dass über 70 % der Varianz der Punkteverteilung in der Fußball-Bundesliga durch Zufall erklärt werden können. Dies belegt auch aus stochastischer Sicht, warum Fußball spannend ist.
Für das Finale im DFB-Pokal 2015 hätte Tolan z. B. auf Grundlage der abgelaufenen Bundesliga-Saison für den VfL Wolfsburg 2,12 Tore und für Borussia Dortmund 1,38 Tore geschätzt. Andreas Heuer geht einen Schritt weiter und definiert die Spielstärke einer Mannschaft als die mittlere Tordifferenz einer Mannschaft beim Spiel gegen einen durchschnittlichen Gegner auf neutralem Platz. Ebenfalls mit den Daten aus der abgelaufenen Bundesliga-Saison hätte man für den VfL Wolfsburg eine mittlere Tordifferenz von 1 und für Borussia Dortmund von 0,15 geschätzt. Um zu einer Spielprognose zu kommen, muss man nach Heuer noch die mittlere Anzahl der Tore pro Spiel berücksichtigen. Für diese beiden Mannschaften wäre das 2,92, und Heuer würde für den VfL Wolfsburg 1,885 Tore und für Borussia Dortmund 1,035 Tore schätzen. Für Saisonprognosen berücksichtigt Heuer in seinem kompletten Modell noch weitere Parameter wie die Heimstärke, den Marktwert oder das Abschneiden der Mannschaften in den Vorsaisons. Das Endspiel endete in der Praxis dann mit drei Toren für Wolfsburg und einem Tor für Dortmund.

### Zwei-Drittel-Gesetz beim Roulette
Die Poisson-Verteilung ergibt eine gute Schätzung, wie viele verschiedene Nummern bei 37 Roulette-Spielen getroffen werden.